# Accademia francese delle scienze

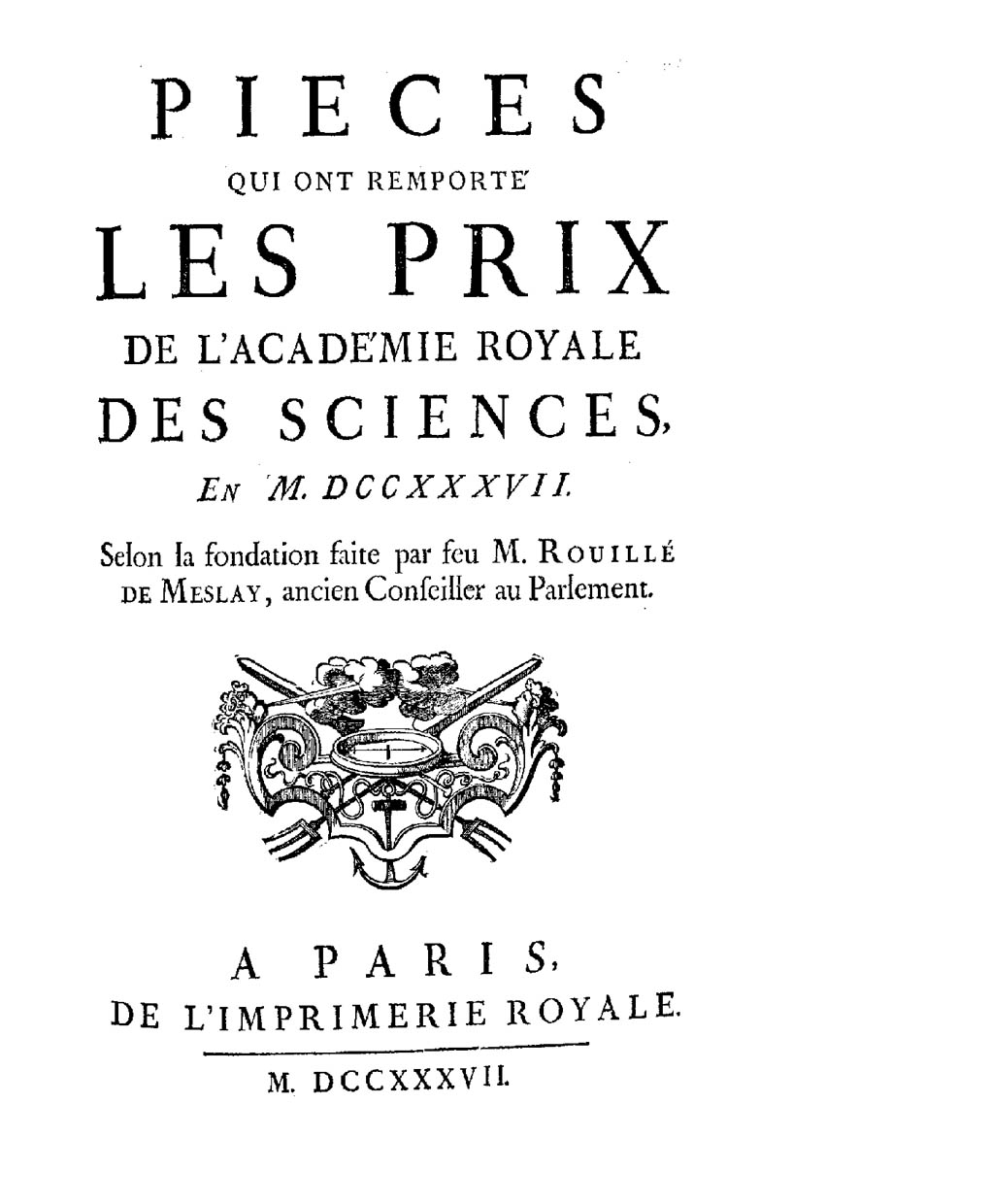
Daniel Bernoulli, Pieces qui ont remporté le Prix double de l'Academie royale des sciences en 1737

L'Accademia francese delle scienze, o anche Accademia delle scienze di Parigi (in francese Académie des sciences de l'Institut de France o in breve Académie des sciences), è una delle società scientifiche più famose del mondo.
In passato era chiamata Académie royale des sciences.

## Composizione
L'Accademia delle scienze è una suddivisione dell'Institut de France, istituzione che, oltre alla Académie des sciences, comprende altre quattro accademie:
- Académie française (lingua francese), 1635;
- Académie des inscriptions et belles-lettres (Letteratura, 1663);
- Académie des beaux-arts (Accademia delle belle arti), 1803);
- Académie des sciences morales et politiques (1832).

## Aree di studio
L'Accademia francese delle scienze ha dato impulsi molto importanti alla scienza dal XVII al XIX secolo, nei campi della fisica, della matematica, dell'astronomia, della geografia, della geodesia, della biologia, delle scienze dell'atmosfera, della climatologia, eccetera.
Esempi sono la definizione del metro e del sistema di tempo, la misurazione della figura della Terra (spedizione scientifica Perù e Lapponia (1735-1741) e ricerca biologica nel Sudamerica, strumenti di misura, magnetismo terrestre, ecc.

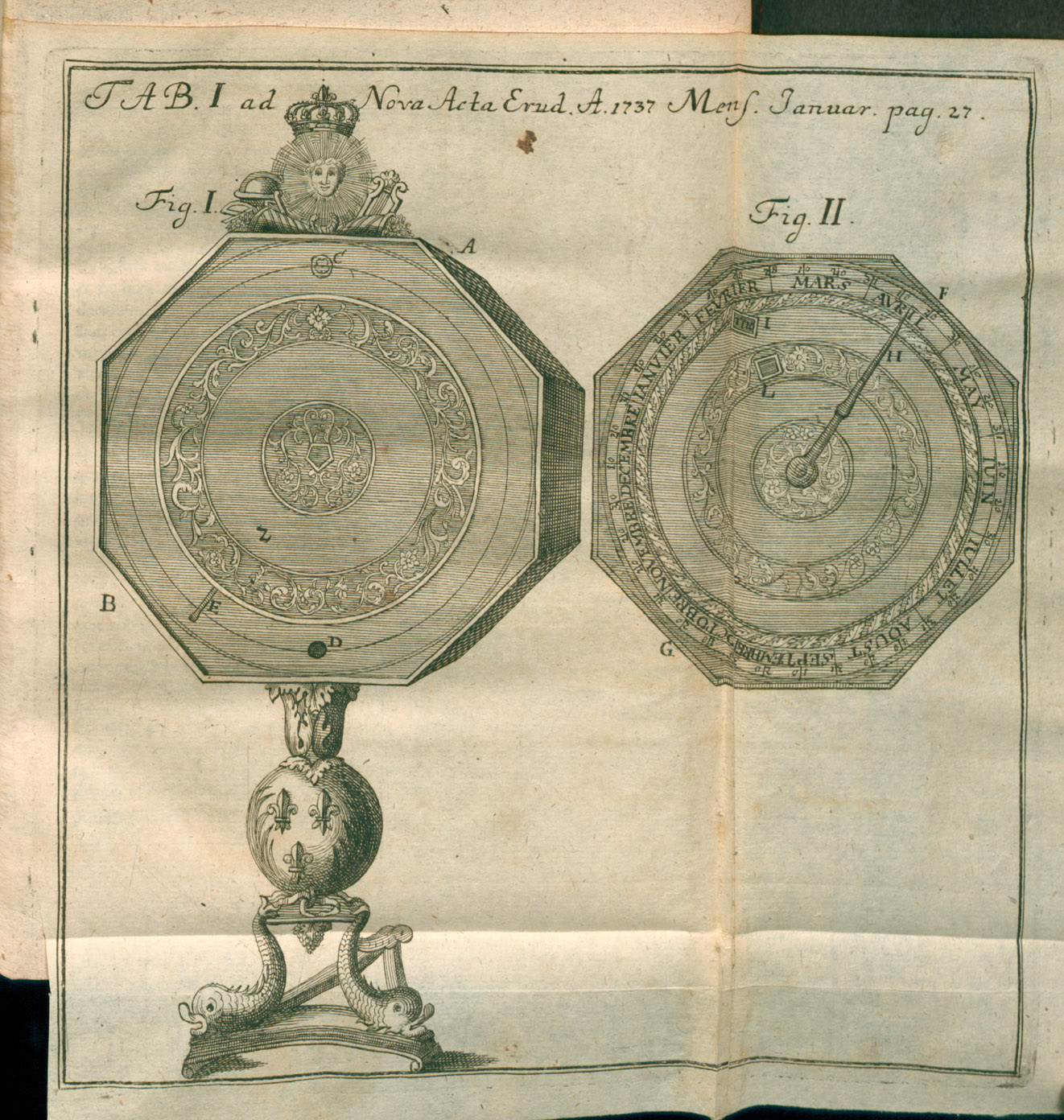
Illustrazione tratta dagli Acta Eruditorum in cui compare un articolo estratto dal primo volume de Machines et inventions approuvées par l'Academie Royale des Sciences

## Membri dell'Accademia
L'Accademia delle scienze si compone di Membri titolari, di Associati stranieri e di Corrispondenti. I membri sono ripartiti in sezioni, ma vi sono due divisioni (prima divisione: scienze matematiche, fisiche e loro applicazioni; seconda divisione: scienze chimiche, naturali, biologiche e mediche e loro applicazioni), ciascuna delle quali ha il proprio segretario a vita. Vi è inoltre un'intersezione delle applicazioni delle scienze.

## Presidenti
XVIII secolo
- 1699-1700: Jean-Paul Bignon
- 1701: Sébastien le Prestre de Vauban
- 1702: Jean-Paul Bignon
- 1703: Camille Le Tellier de Louvois
- 1704: Jean-Paul Bignon
- 1705: Sébastien le Prestre de Vauban
- 1706: Philippe de Courcillon de Dangeau
- 1707: Jean-Paul Bignon
- 1708: Camille Le Tellier de Louvois
- 1709-1710: Jean-Paul Bignon
- 1711: Thomas Gouye
- 1712: Jean-Paul Bignon
- 1713: Victor Marie d'Estrées
- 1714: Jean-Paul Bignon
- 1715: Bernard d'Eliçagaray dit Renau
- 1716-1717: Jean-Paul Bignon
- 1718: Melchior de Polignac
- 1719: Jean-Paul Bignon
- 1720: Jean-Baptiste Colbert de Torcy
- 1721: Jean-Paul Bignon
- 1722: Melchior de Polignac
- 1723: Guillaume Dubois
- 1724: Camille de Tallard
- 1725: André Hercule de Fleury
- 1726: Jean-Paul Bignon
- 1727: André Hercule de Fleury
- 1728: Jean Frédéric de Maurepas
- 1729: Henri François d'Aguesseau
- 1730: Jean René de Longueil
- 1731: Marc-Pierre de Voyer d'Argenson
- 1732: Jean-Paul Bignon
- 1733: Melchior de Polignac
- 1734: Jean-Paul Bignon
- 1735: Louis François Armand de Richelieu
- 1736: Jean-Baptiste Colbert de Torcy
- 1737: Jean Frédéric de Maurepas
- 1738-1739: André Hercule de Fleury
- 1740: Jean Frédéric de Maurepas
- 1741: Marc Pierre de Voyer de Paulmy d'Argenson
- 1742: Louis Ier Phélypeaux de La Vrillière
- 1743: Jean-Baptiste Colbert de Torcy
- 1744: Jean-Jacques Amelot de Chaillou
- 1745: Daniel-Charles Trudaine
- 1746: Michel Ferdinand de Chaulnes
- 1747: Armand Louis de Vignerot du Plessis d'Aiguillon
- 1748: Louis Ier Phélypeaux de La Vrillière
- 1749: Jean-Jacques Amelot de Chaillou
- 1750: Michel Ferdinand de Chaulnes
- 1751: Yves Marie Desmarets de Maillebois
- 1752: Chrétien Guillaume de Lamoignon de Malesherbes
- 1753: Antoine Louis Rouillé
- 1754: Marc Pierre de Voyer de Paulmy d'Argenson
- 1755-1756: Louis Ier Phélypeaux de La Vrillière
- 1757: Jean Moreau de Séchelles
- 1758: Paul d'Albert de Luynes
- 1759: Michel Ferdinand de Chaulnes
- 1760: Chrétien Guillaume de Lamoignon de Malesherbes
- 1761: Daniel-Charles Trudaine
- 1762: Louis Ier Phélypeaux de La Vrillière
- 1763: Charles-François-César Le Tellier de Montmirail
- 1764: Exupère Joseph Bertin
- 1765: Chrétien Guillaume de Lamoignon de Malesherbes
- 1766: Philibert Trudaine de Montigny
- 1767: Antoine-René de Voyer de Paulmy d'Argenson
- 1768: Louis Ier Phélypeaux de La Vrillière
- 1769: François-César Le Tellier de Courtanvaux
- 1770: Exupère Joseph Bertin
- 1771: Yves Marie Desmarets de Maillebois
- 1772: Antoine-René de Voyer de Paulmy d'Argenson
- 1773: Philibert Trudaine de Montigny
- 1774: Louis Ier Phélypeaux de La Vrillière
- 1775: François-César Le Tellier de Courtanvaux
- 1776: Yves Marie Desmarets de Maillebois
- 1777: Philibert Trudaine de Montigny
- 1778: Antoine-René de Voyer de Paulmy d'Argenson
- 1779: Antoine-Jean Amelot de Chaillou
- 1780: Jean-Louis-Paul-François de Noailles
- 1781: Chrétien Guillaume de Lamoignon de Malesherbes
- 1782: Yves Marie Desmarets de Maillebois
- 1783: Jean Baptiste Gaspard Bochart de Saron
- 1784: Louis Alexandre de La Rochefoucauld
- 1785: Jean-Louis-Paul-François de Noailles
- 1786: Yves Marie Desmarets de Maillebois
- 1787: Louis Auguste Le Tonnelier de Breteuil
- 1788: Jean Baptiste Gaspard Bochart de Saron
- 1789: Étienne-Charles de Loménie de Brienne
- 1790: César Henri de La Luzerne
- 1791: Charles Eugène Gabriel de La Croix de Castries
- 1792: Jean-Louis-Paul-François de Noailles
- 1793: Jean d'Arcet
- 1794: carica vacante

Passaggio al calendario rivoluzionario francese
- 1º sem. anno IV (1795-1796): Joseph-Louis Lagrange
- 2º sem. anno IV (1796): Pierre-Simon de Laplace
- 1º sem. anno V (1796-1797): Jean-Charles de Borda
- 2º sem. anno V (1797): Charles-René de Fourcroy de Ramecourt
- 1º sem. anno VI (1797-1798): Bernard-Germain de Lacépède
- 2º sem. anno VI (1798): Charles Bossut
- 1º sem. anno VII (1798-1799): Antoine-Laurent de Jussieu
- 2º sem. anno VII (1799): Jacques Antoine Joseph Cousin
- 1º sem. anno VIII (1799-1800): Raphaël Bienvenu Sabatier

XIX secolo
- 2º sem. anno VIII (1800): Napoleone Bonaparte
- 1º sem. anno IX (1800-1801): Claude Louis Berthollet
- 2º sem. anno IX (1801): Charles Augustin de Coulomb
- 1º sem. anno X (1801-1802): René Just Haüy
- 2º sem. anno X (1802): Gaspard Monge
- Anno XI (1802-1803): Jean Antoine Chaptal
- Anno XII (1803-1804): Lazare Carnot
- Anno XIII (1804-1805): René Desfontaines
- Anno XIV (1805-1806): Adrien-Marie Legendre
- 1807: Louis-Bernard Guyton-Morveau
- 1808: Louis Antoine de Bougainville
- 1809: Jacques Tenon
- 1810: Gaspard de Prony
- 1811: Bernard-Germain de Lacépède
- 1812: Pierre-Simon de Laplace
- 1813: Jean Noël Hallé
- 1814: Louis Lefèvre-Gineau
- 1815: Jean-Baptiste Huzard
- 1816: Jacques Alexandre César Charles
- 1817: Louis Ramond de Carbonnières
- 1818: Élisabeth-Paul-Édouard de Rossel
- 1819: Louis Nicolas Vauquelin
- 1820: Jacques Noël Sané
- 1821: Pierre-François Percy
- 1822: Joseph Louis Gay-Lussac
- 1823: Louis Jacques Thénard
- 1824: François Arago
- 1825: Jean-Antoine Chaptal
- 1826: Siméon Denis Poisson
- 1827: Alexandre Brongniart
- 1828: Pierre Louis Dulong
- 1829: Charles-François Brisseau de Mirbel
- 1830: Pierre Simon Girard
- 1831: André Marie Constant Duméril
- 1832: Sylvestre François Lacroix
- 1833: Étienne Geoffroy Saint-Hilaire
- 1834: Joseph Louis Gay-Lussac
- 1835: Augustin de Saint-Hilaire
- 1836: Charles Dupin
- 1837: François Magendie
- 1838: Antoine César Becquerel
- 1839: Michel Eugène Chevreul
- 1840: Siméon Denis Poisson
- 1840: Jean Victor Poncelet
- 1841: Étienne Serres
- 1842: Jean Victor Poncelet
- 1843: Jean-Baptiste Dumas
- 1844: Charles Dupin
- 1845: Jean Baptiste Elie de Beaumont
- 1846: Louis Mathieu
- 1847: Adolphe Théodore Brongniart
- 1848: Claude Pouillet
- 1849: Jean Baptiste Boussingault
- 1850: Louis Isidore Duperrey
- 1851: Pierre Rayer
- 1852: Guillaume Piobert
- 1853: Adrien-Henri de Jussieu
- 1853-1854: Charles Combes
- 1855-1856: Jacques Binet
- 1856-1857: Isidore Geoffroy Saint-Hilaire
- 1858: César Despretz
- 1859: Henri Hureau de Sénarmont
- 1860: Michel Chasles
- 1861: Henri Milne Edwards
- 1862: Jean-Marie Duhamel
- 1863: Alfred-Armand-Louis-Marie Velpeau
- 1864: Arthur Morin
- 1865: Joseph Decaisne
- 1866: Paul Auguste Ernest Laugier
- 1867: Michel Eugène Chevreul
- 1868: Charles-Eugène Delaunay
- 1869: Claude Bernard
- 1870: Joseph Liouville
- 1871: Victor Coste
- 1872: Hervé Faye
- 1873: Jean Louis Armand de Quatrefages de Bréau
- 1874: Joseph Bertrand
- 1875: Edmond Frémy
- 1876: François-Edmond Pâris
- 1877: Eugène-Melchior Péligot
- 1878: Hippolyte Fizeau
- 1879: Gabriel Auguste Daubrée
- 1880: Alexandre Edmond Becquerel
- 1881: Charles-Adolphe Wurtz
- 1882: Jules Jamin
- 1883: Émile Blanchard
- 1884: Eugène Rolland
- 1885: Henri Bouley
- 1886: Edmond Jurien de La Gravière
- 1887: Léon Athanase Gosselin
- 1887-1888: Jules Janssen
- 1889: Alfred Des Cloizeaux
- 1890: Charles Hermite
- 1891: Pierre Étienne Simon Duchartre
- 1892: Antoine d'Abbadie
- 1893: Henri de Lacaze-Duthiers
- 1894: Maurice Loewy
- 1895: Étienne-Jules Marey
- 1896: Alfred Cornu
- 1897: Gaspard Adolphe Chatin
- 1898: Charles Wolf
- 1899: Philippe Édouard Léon van Tieghem

XX secolo
- 1900: Maurice Lévy
- 1901: Ferdinand André Fouqué
- 1902: Anatole Bouquet de La Grye
- 1903: Albert Gaudry
- 1904: Éleuthère Mascart
- 1905: Louis Joseph Troost
- 1906: Henri Poincaré
- 1907: Jean Baptiste Auguste Chauveau
- 1908: Henri Becquerel
- 1908-1909: Charles Bouchard
- 1910: Émile Picard
- 1911: Armand Gautier
- 1912: Gabriel Lippmann
- 1913: Jean Casimir Félix Guyon
- 1914: Paul Appell
- 1915: Edmond Perrier
- 1916: Camille Jordan
- 1917: Arsène d'Arsonval
- 1918: Paul Painlevé
- 1919: Léon Guignard
- 1920: Henri Deslandres
- 1921: Clément Georges Lemoine
- 1922: Emile Bertin
- 1923: Albin Haller
- 1924: Guillaume Bigourdan
- 1925: Louis Bouvier
- 1926: Charles Lallemand
- 1927: Charles Barrois
- 1928: Maurice Hamy
- 1929: Louis Mangin
- 1930: Léon Lecornu
- 1931: Louis de Launay
- 1932: Robert Bourgeois
- 1933: Charles Richet
- 1934: Emile Borel
- 1935: Pierre Augustin Dangeard
- 1936: Jean Perrin
- 1937: Emmanuel Leclainche
- 1938: Aimé Cotton
- 1939: Auguste Béhal
- 1940: Georges Perrier
- 1941: Hyacinthe Vincent
- 1942: Ernest Esclangon
- 1943: Gabriel Bertrand
- 1944: Charles Maurain
- 1945: Maurice Caullery
- 1946: Élie Cartan
- 1947: Louis Blaringhem
- 1948: Henri Villat
- 1949: Charles Jacob
- 1950: Gaston Julia
- 1951: Maurice Javillier
- 1952: Albert Caquot
- 1953: Auguste Jean Baptiste Chevalier
- 1954: Maurice de Broglie
- 1955: Louis Fage
- 1956: Armand de Gramont
- 1957: Léon Binet
- 1958: Paul Montel
- 1959: Albert Portevin
- 1960: Émile Georges Barrillon
- 1961: Louis Hackspill
- 1962: Arnaud Denjoy
- 1963: Roger Heim
- 1964: Georges Poivilliers
- 1965: Jacques Tréfouël
- 1966: Maurice Roy
- 1967: Pierre-Paul Grassé
- 1968: André Couder
- 1969: René Dujarric de La Rivière
- 1970: Pierre Tardi
- 1971: Georges Chaudron
- 1972: Roger Brard
- 1973: Jean Piveteau
- 1974: Jean-Jacques Trillat
- 1975-1976: Maurice Fontaine
- 1977-1978: Jean Coulomb
- 1979-1980: Roger Jean Gautheret
- 1981-1982: Pierre Jacquinot
- 1983-1984: Jean Bernard
- 1985-1986: André Blanc-Lapierre
- 1987-1988: Alain Horeau
- 1989-1990: Jean Aubouin
- 1991-1992: Jean Hamburger
- 1992-1994: Jacques Friedel
- 1995-1996: Marianne Grunberg-Manago
- 1997-1998: Jacques-Louis Lions

XXI secolo
- 1999-2000: Guy Ourisson
- 2001-2002: Hubert Curien
- 2003-2004: Étienne-Émile Baulieu
- 2005-2006: Édouard Brézin
- 2007-2008: Jules Hoffmann
- 2009-2010: Jean Salençon
- 2011-2012: Alain Carpentier
- 2013-2014: Philippe Taquet
- 2015-2016: Bernard Meunier
- 2017-2018: Sébastien Candel
- 2019-2020: Pierre Corvol
- 2021-2022: Patrick Flandrin
- 2023-2024: Alain Fischer